# Mydas eupolis
Mydas eupolis är en tvåvingeart som beskrevs av Seguy 1928. Mydas eupolis ingår i släktet Mydas och familjen Mydidae. Inga underarter finns listade i Catalogue of Life.